# 大無間山
大無間山（だいむげんざん）は、静岡県の赤石山脈の深南部にある標高2,330 mの山。日本二百名山に選定されている。

## 概要
山頂には一等三角点が置かれている。南アルプスで一等三角点を持つ山は、甲斐駒ヶ岳、赤石岳、黒法師岳とこの山の4山のみ。麓には大井川が流れ、井川ダムの人造湖である井川湖が水をたたえる。大井川の支流の明神谷、関の沢川、栗代川の源流の山である。周辺の山域は1968年（昭和43年）4月1日に、静岡県から奥大井県立自然公園に指定された。

## 登山
頂上はシラビソやコメツガなどの樹林に囲まれ展望はまったくないが、小無間山からの登山道では、山頂下の途中何カ所か展望が開けており、富士山や南アルプスの南部の山々を眺められる。深南部の山々で、南アルプス主要部が眺められる場所は少なく貴重である。どこから登っても山頂まで標準的なコースタイムでは7時間以上を有する日本二百名山の中でも厳しい山のひとつである。
近年、小無間山手前の鋸歯と呼ばれる辺りの崩壊が激しく、山と高原地図では赤実線(ある程度歩かれている登山道)ではなく、細グレー線(登山コースではない徒歩道)の表記になっている。

### 登山ルート
- 静岡市葵区田代 → 小無間山 → 大無間山
- 寸又峡 → 日向沢 → 大無間山
- 尾盛 → 大無間山
- その他、沢からの登頂記録がある

### 山小屋
- 小無間小屋（無人、収容人数10人、近くに水場はない、標高約1,790 m）

## ギャラリー

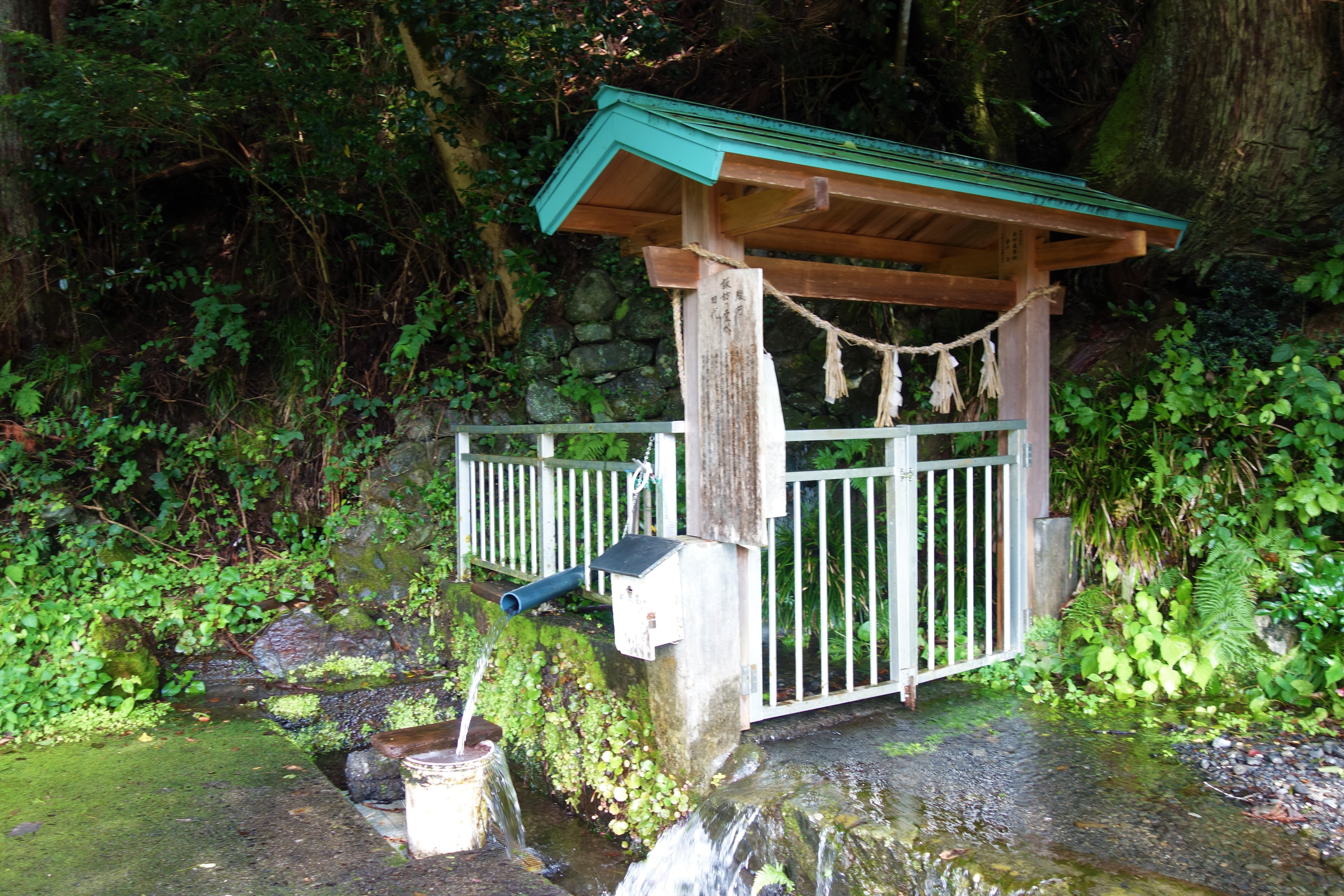
登山口となる諏訪神社の水場
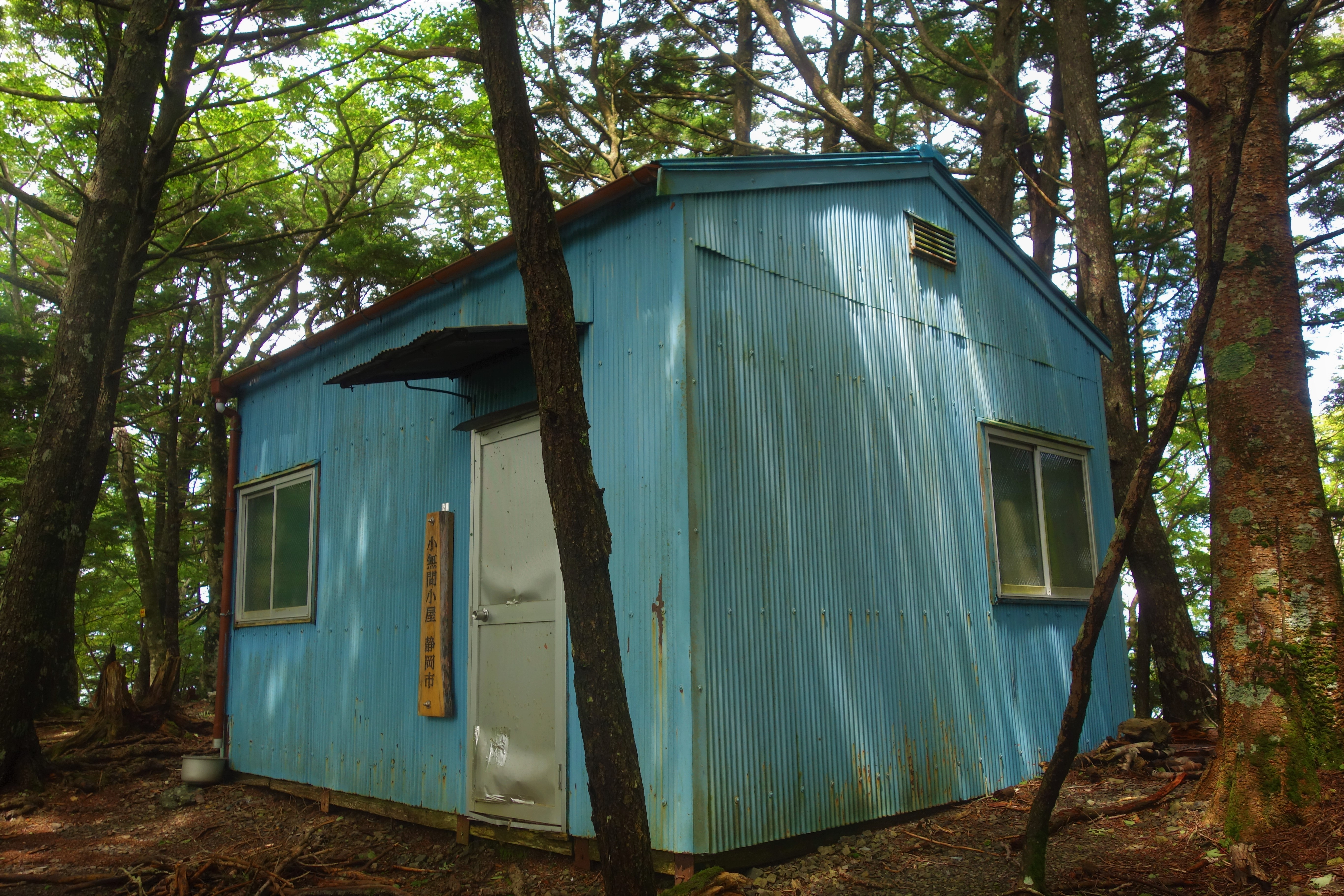
小無間小屋
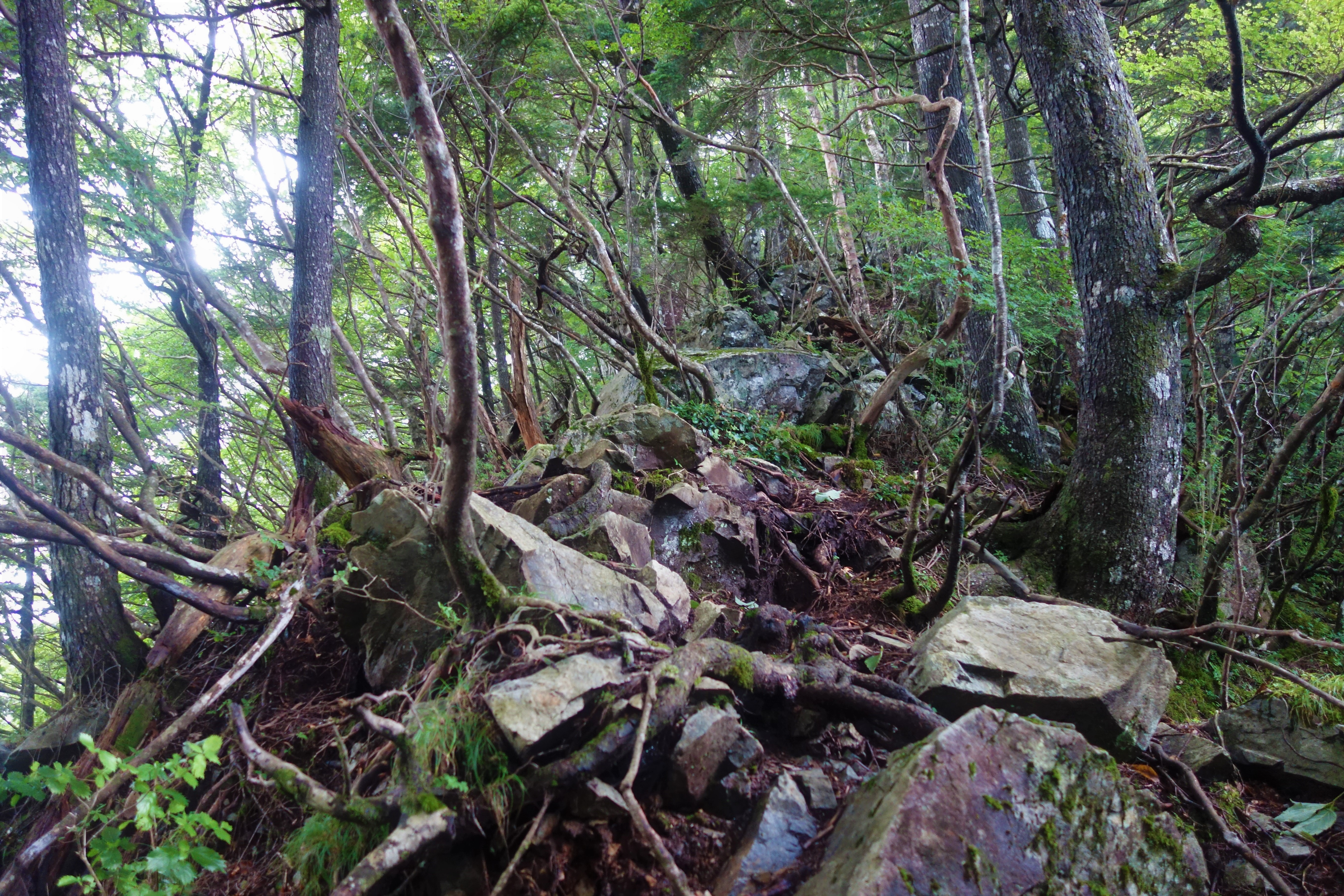
P3の急登
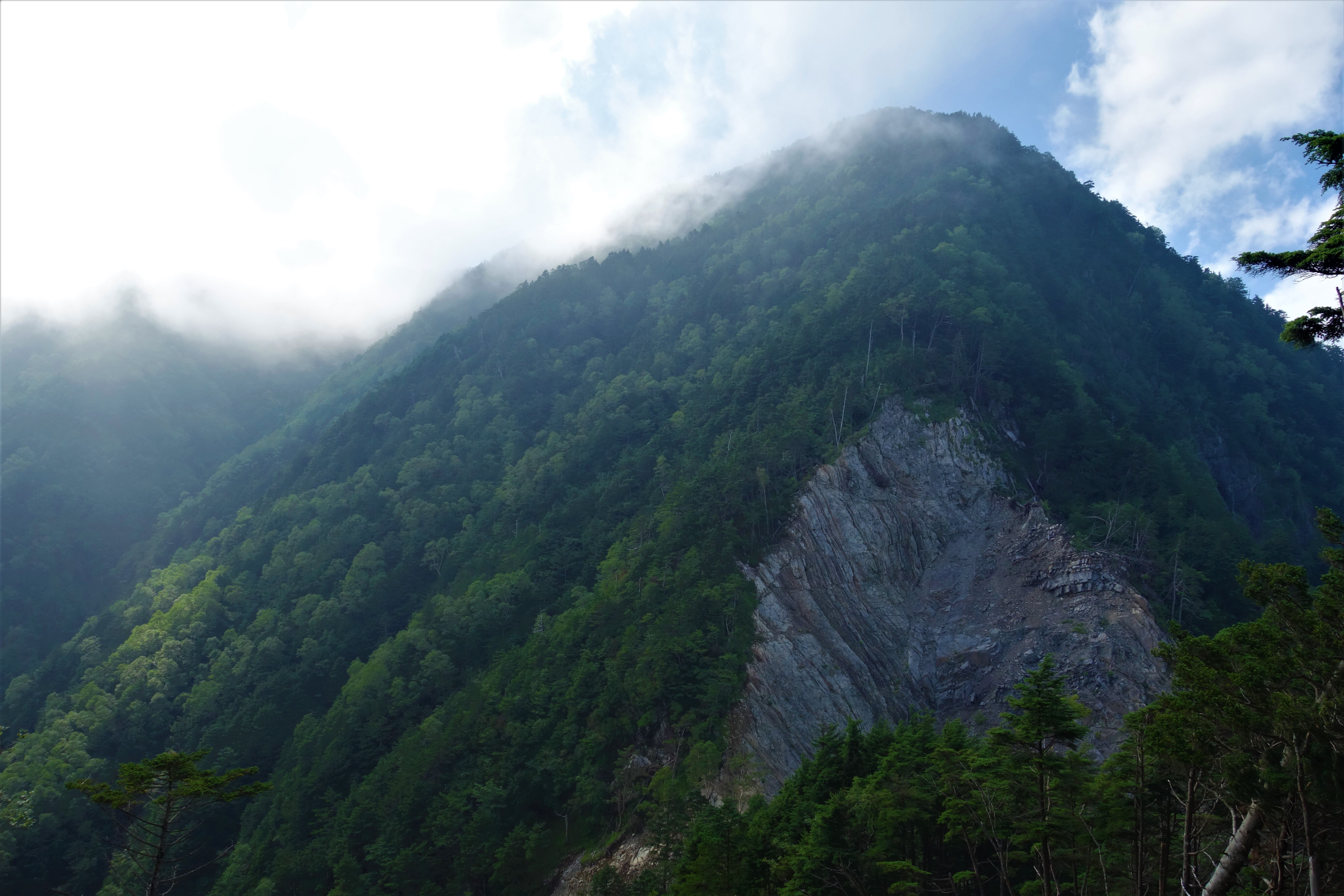
鋸歯Ｐ１直下からの小無間山
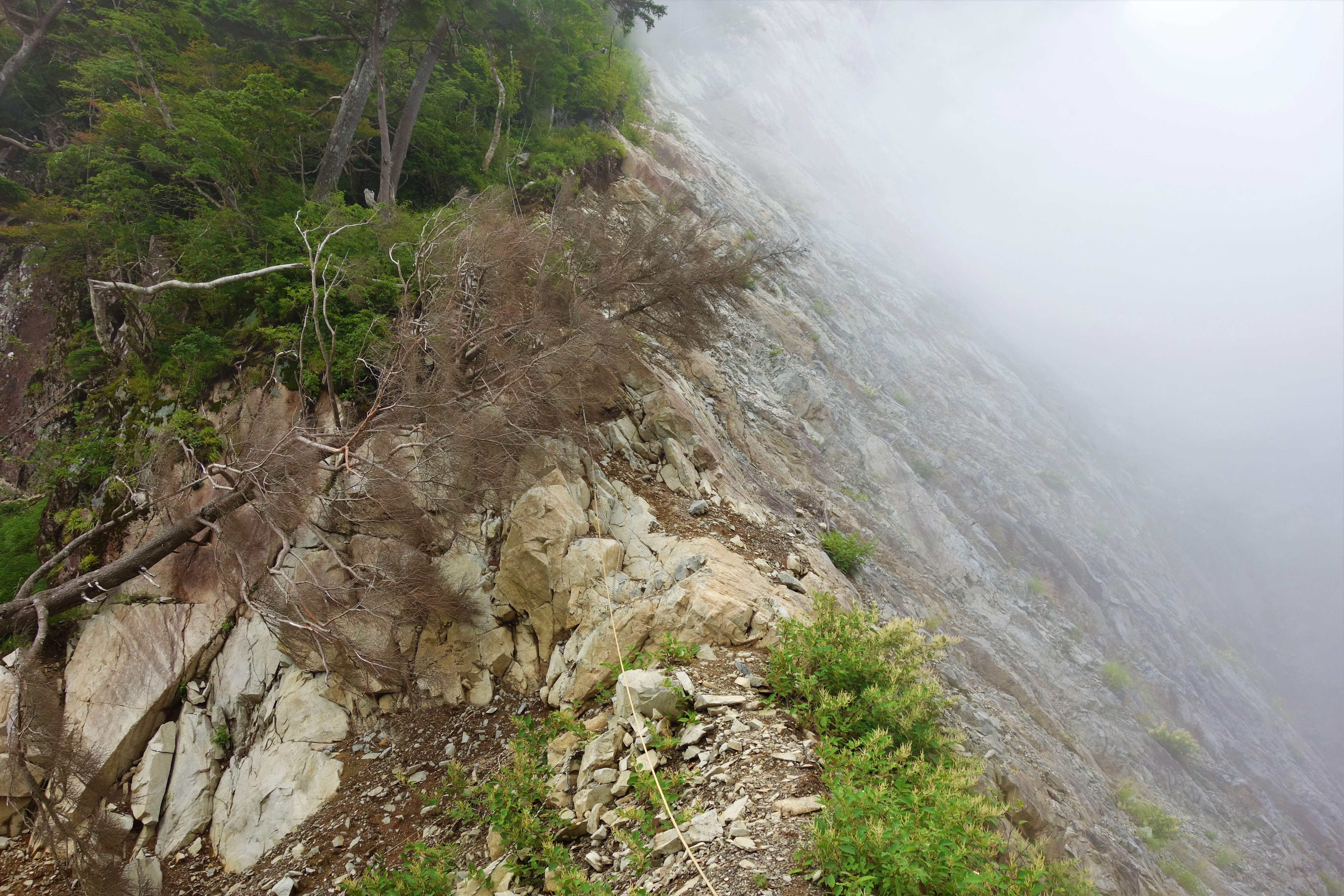
ナイフリッジ状の崩壊地
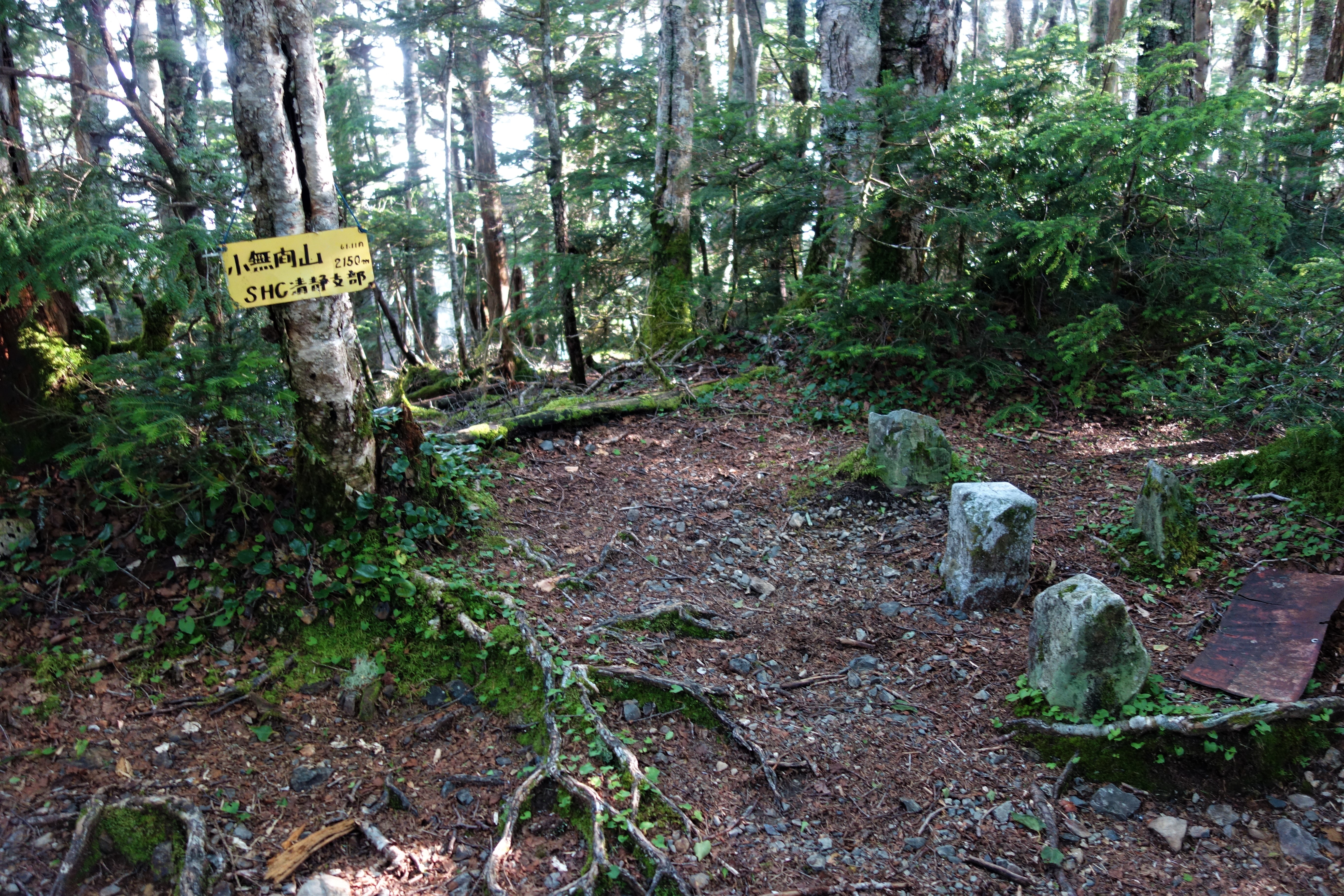
小無間山山頂
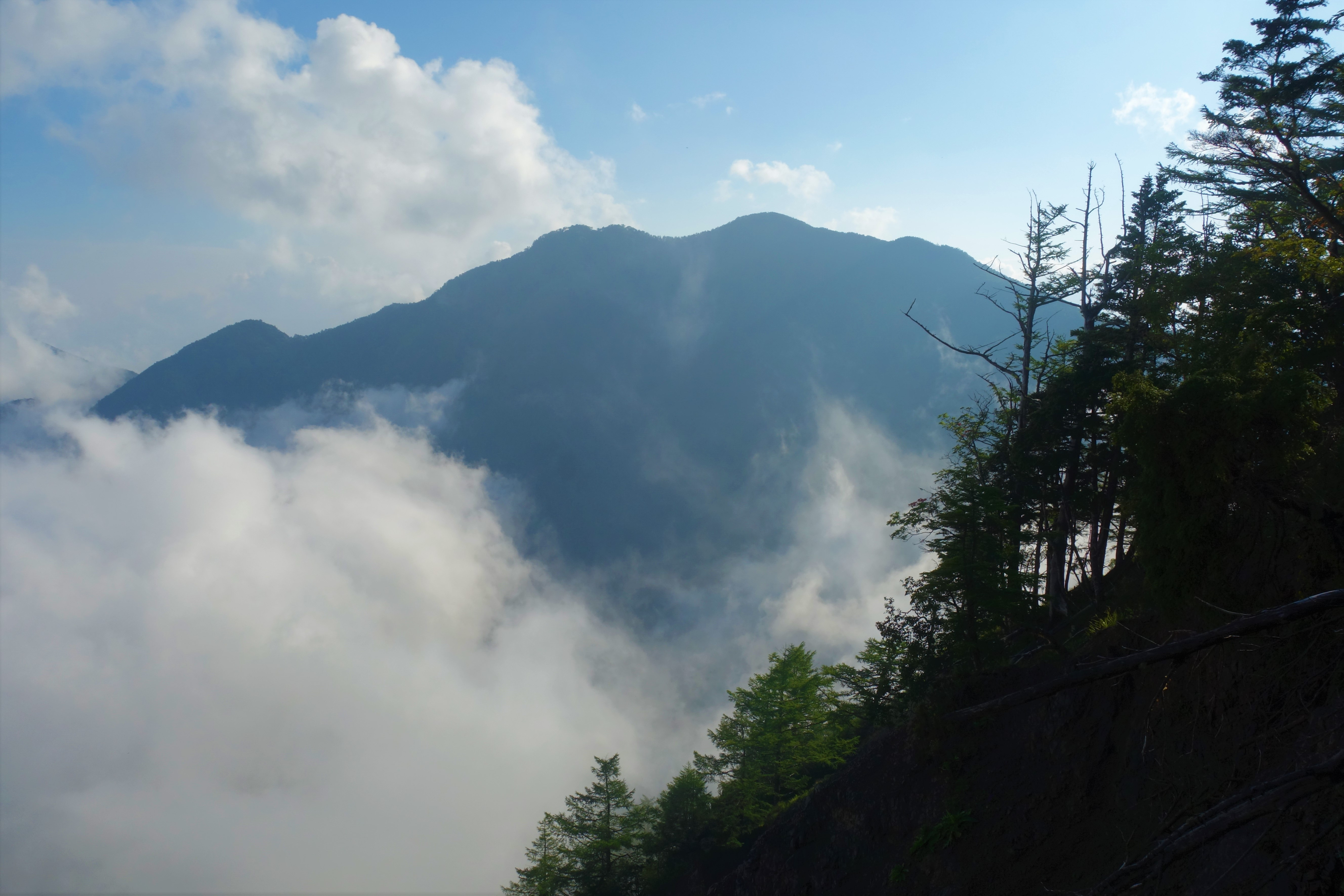
唐松谷ノ頭から見た大無間山
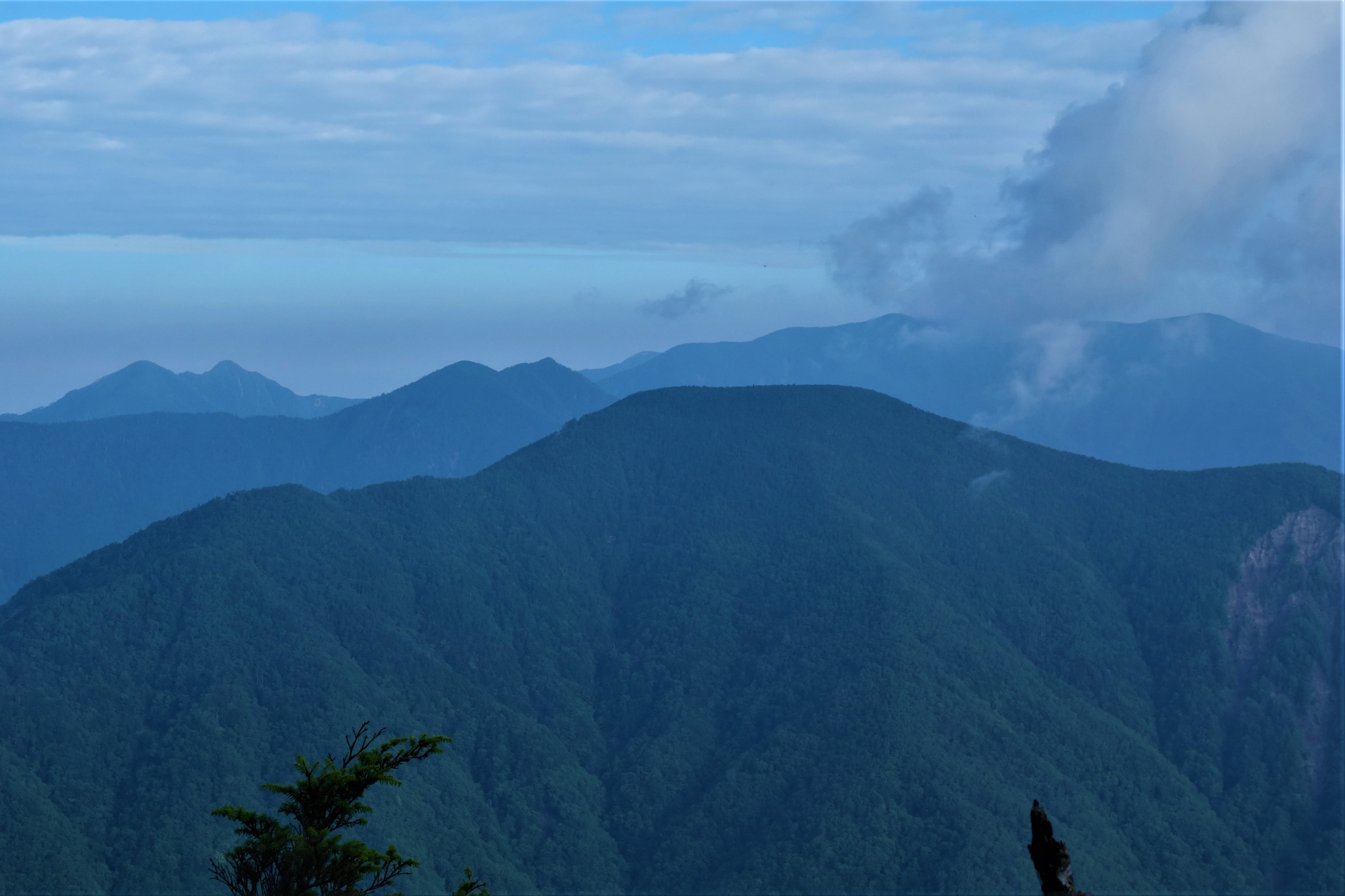
山頂直下の展望地から眺めた池口岳（双耳峰）と光岳
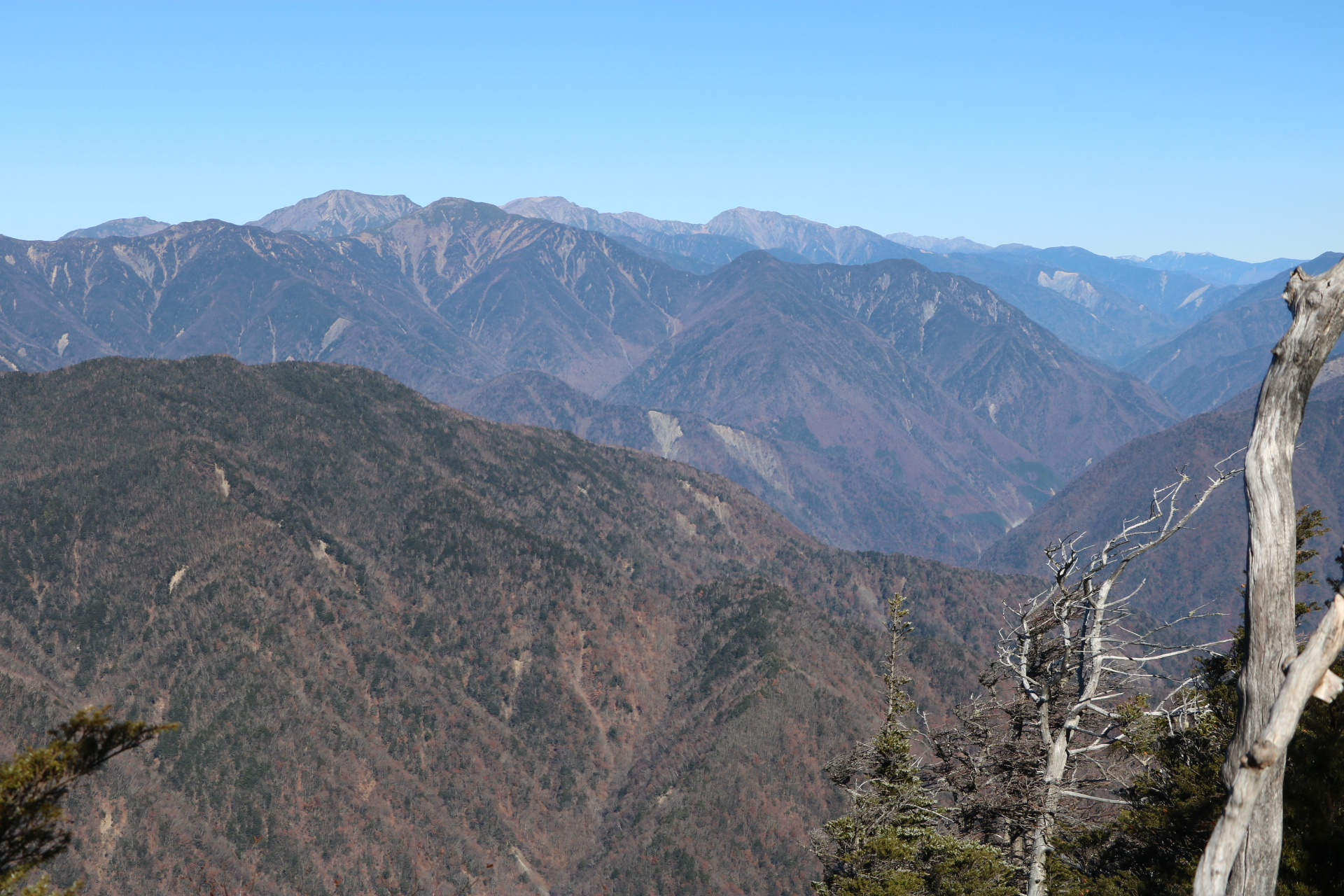
山頂直下の岩場からの南アルプスの展望
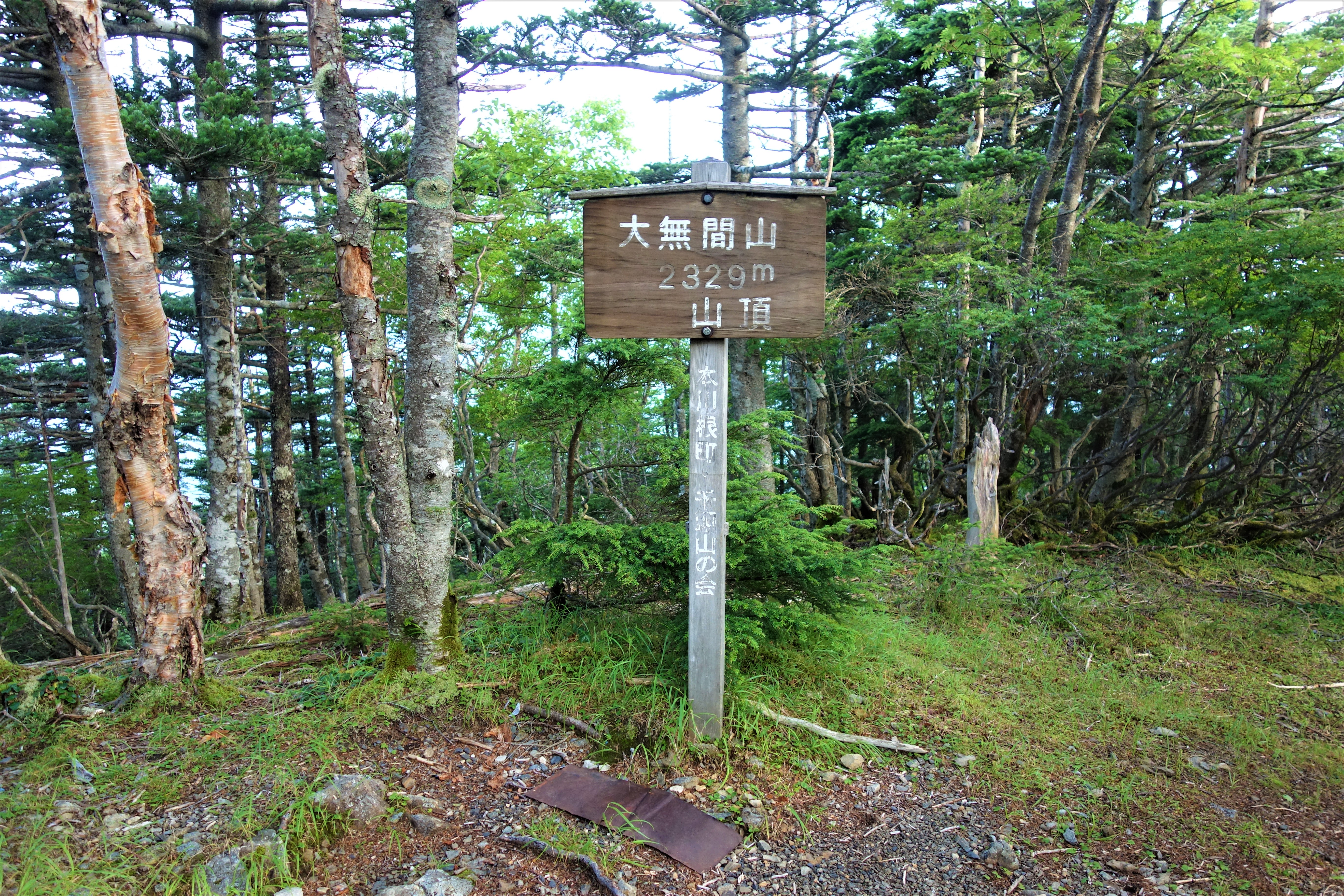
大無間山山頂（シラビソの樹林に囲まれ展望はない）
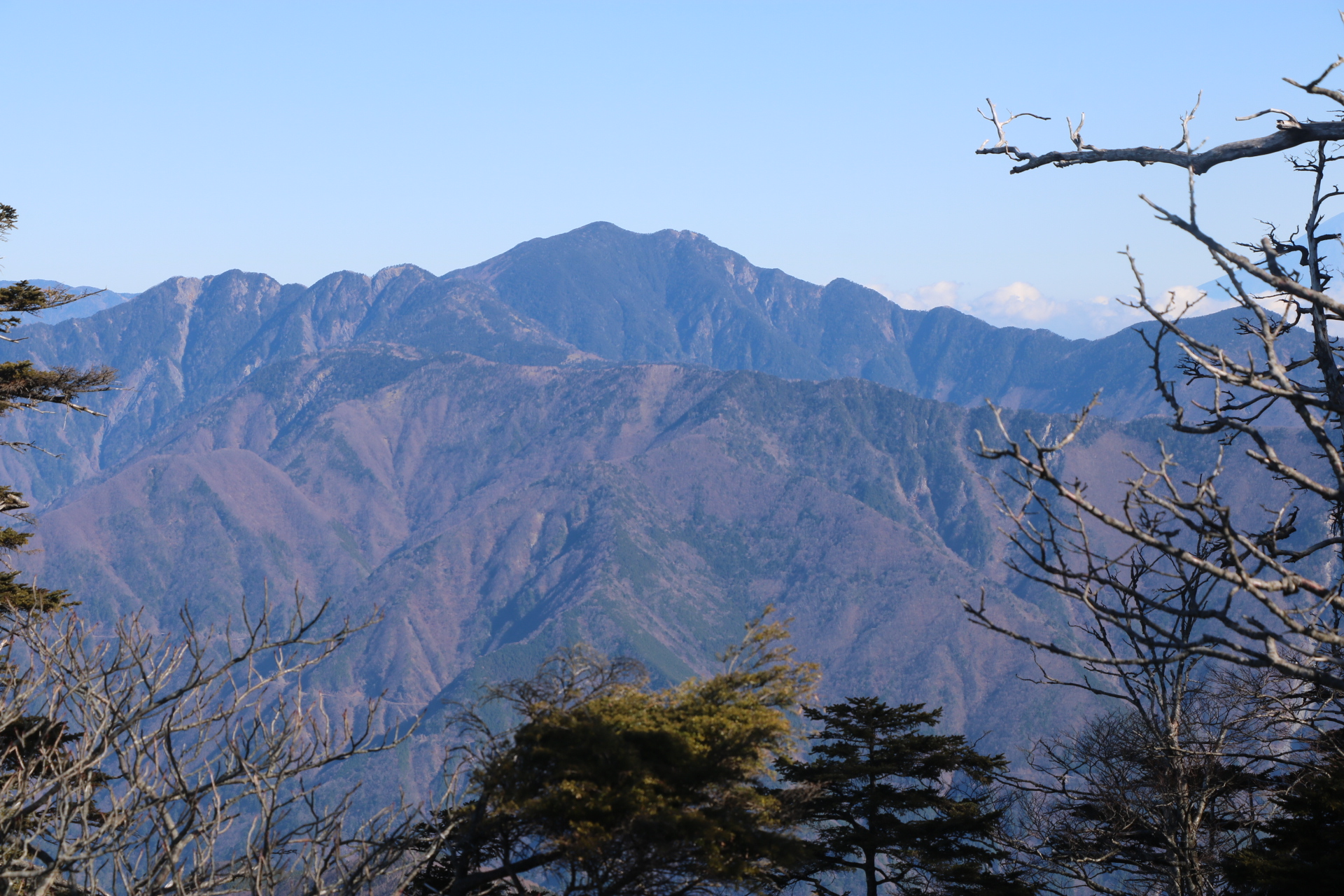
黒法師岳から

## 周辺の山

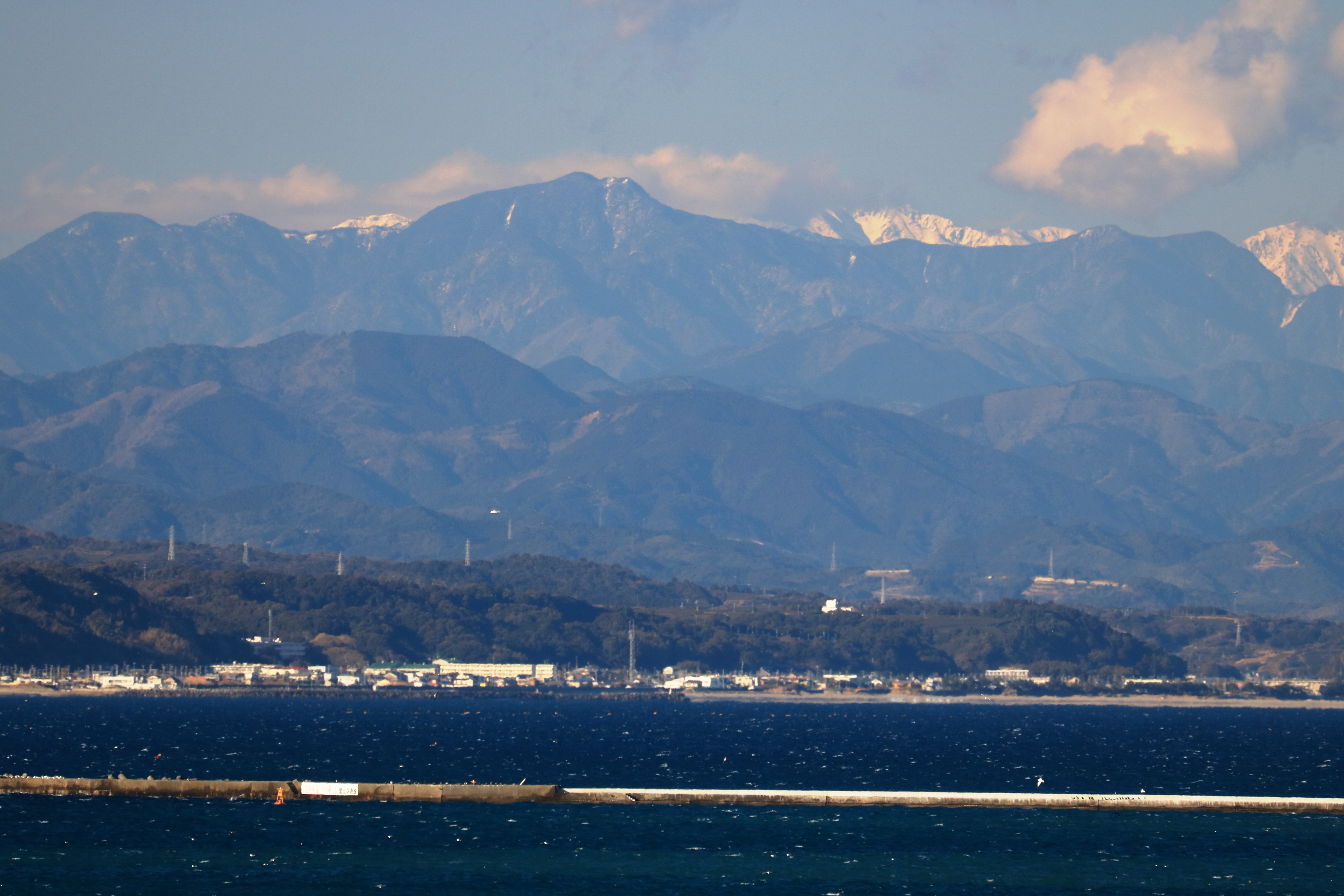
南側のマリンパーク御前崎から望む南アルプス（赤石山脈）、左から大根沢山、大無間山（その右奥に赤石岳）、 小無間山（その右奥に悪沢岳）

- 小無間山 - 大無間山との間には、中無間山（関ノ沢ノ頭）のピークがある。
- 朝日岳
- 山伏
- 光岳
- 池口岳
- 黒法師岳